# Скорб'янка
Скорб'янка — річка в Білорусі у Воронівському й Щучинському районах Гродненської області. Ліва притока річки Котри (басейн Німану).

## Опис
Довжина річки 23 км, похил річки 0,9 м/км, площа басейну водозбору 88 км². Формується безіменними струмками. У середній частині річка каналізована.

## Розташування
Бере початок біля села Шинковщина. Тече переважно на північний захід через ландшафтний заказник Котра і за 6,5 км на північно-західній стороні від села Погорелець впадає у річку Котру, праву притоку річки Німану.